# Leptoperla collessi
Leptoperla collessi är en bäcksländeart som beskrevs av Günther Theischinger 1981. Leptoperla collessi ingår i släktet Leptoperla och familjen Gripopterygidae. Inga underarter finns listade i Catalogue of Life.